# Doithrix amegabei
Doithrix amegabei är en tvåvingeart som beskrevs av Ole Anton Saether och Andersen 1996. Doithrix amegabei ingår i släktet Doithrix och familjen fjädermyggor. Inga underarter finns listade i Catalogue of Life.